# Самотній чоловік (фільм, 1929)
Самотній чоловік (англ. A Single Man) — американська кінокомедія режисера Гаррі Бомонта 1929 року.

## У ролях
- Лью Коуді — Робін Уортінгтон
- Ейлін Прінгл — Мері Хезелтін
- Марселін Дей — Меггі
- Едвард Наджент — Дікі
- Кетлін Вільямс — місіс Коттрелл
- Ейлін Меннінг — місіс Фарлі
- Роберт Болдер
- Рут Холлі
- Петсі Келлі